# Prosopocera itzingeriana
Prosopocera itzingeriana là một loài bọ cánh cứng trong họ Cerambycidae.